# ウルリッヒ・シュナウス
ウルリッヒ・シュナウス (Ulrich Schnauss、1977年 - )は、ドイツ、キール出身のエレクトロニカ・ミュージシャン。

## 概要

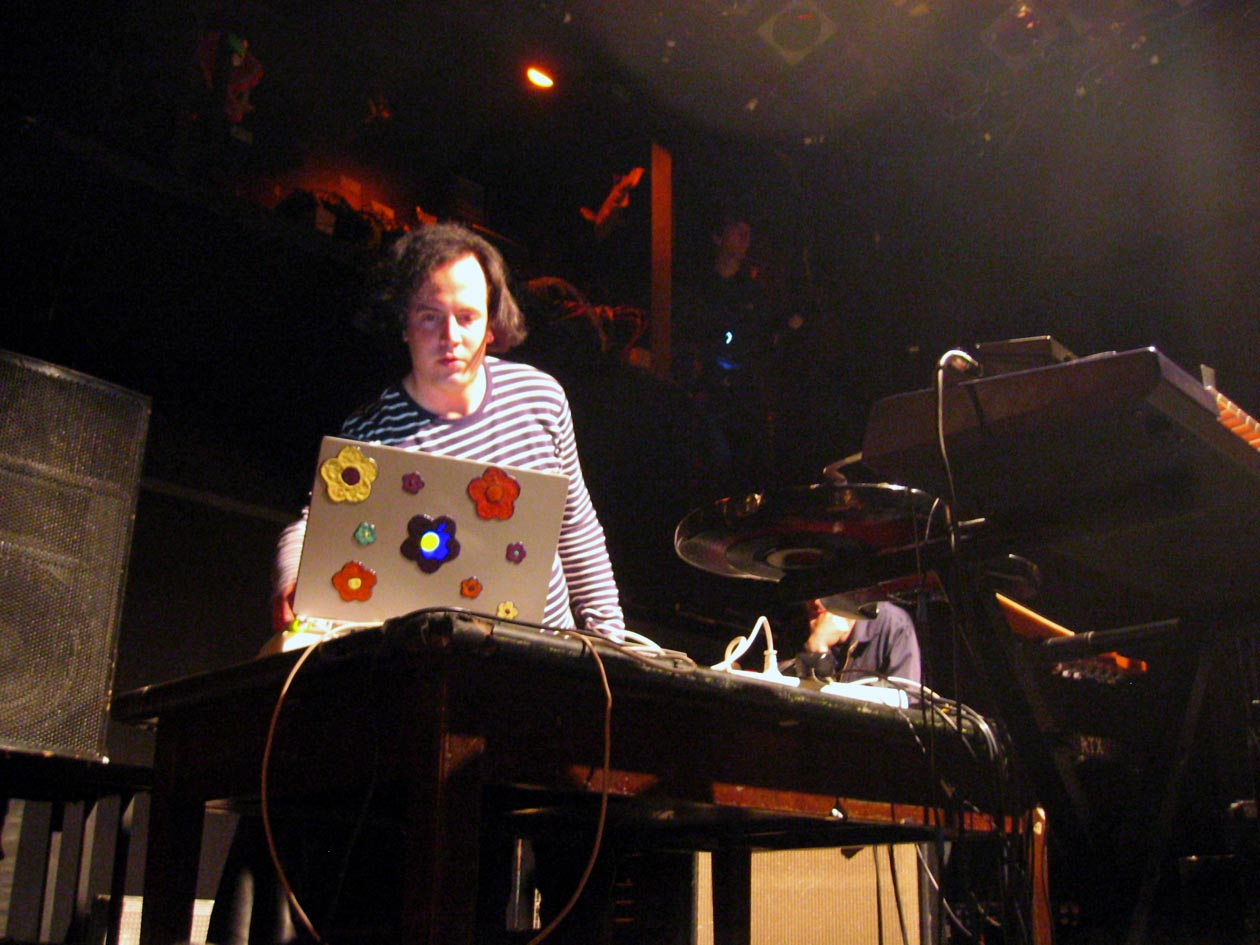
2005年

1977年、ドイツ北部の都市キールに生まれる。幼い頃から両親の聴くフュージョンやジャズのレコードを聴きながら育つ。10代の頃からマイ・ブラッディ・ヴァレンタインやスロウダイヴ、チャプターハウスなどのシューゲイザーや初期のブレイクビーツに興味を持ち、熱心に聴くようになる。1990年代中盤より活動を開始し、より多くの音楽に触れるため1996年にベルリンに拠点を移した。
「View to the Future」や「Ethereal 77」など様々な名義で活動しながら、2001年にアルバム『Far Away Trains Passing By』で本名名義でデビューした。
また過去に「Longview」というバンドでキーボードを担当しており、現在はロンドンに拠点を移し「Engineers」というバンドのメンバーとしての活動も行っている。
ミュージシャンとして作品を発表する傍ら、デペッシュ・モードやデス・キャブ・フォー・キューティー、アソビ・セクスなど多数のアーティストの楽曲のリミックスも行っている。
2013年来日時のインタビューにて、糖尿病を患ったことを告白した。
2014年から2020年までドイツのプログレッシブ・ロックバンド、タンジェリン・ドリームのメンバーを務めた。

## ディスコグラフィ

### スタジオ・アルバム
- Far Away Trains Passing By (2001年)
- A Strangely Isolated Place (2003年)
- Goodbye (2007年)
- 『ア・ロング・ウェイ・トゥ・フォール』 - A Long Way to Fall (2012年)
- 『ノー・ファーザー・アヘッド・ザン・トゥデイ』 - No Further Ahead Than Today (2016年)

### コラボレーション・アルバム
- 『Ulrich Schnauss and Jonas Munk』 - Ulrich Schnauss and Jonas Munk (2011年) ※with Jonas Munk
- Underrated Silence (2012年)  ※with Mark Peters
- Tomorrow Is Another Day (2013年) ※with Mark Peters
- Passage (2017年) ※with Jonas Munk
- Synthwaves (2017年) ※with Thorsten Quaeschning

### EP
- Quicksand Memory EP (2007年)
- Stars (2008年)